# Acraea deficiens
Acraea deficiens är en fjärilsart som beskrevs av Abel Dufrane 1945. Acraea deficiens ingår i släktet Acraea och familjen praktfjärilar. Inga underarter finns listade i Catalogue of Life.